# Shishou Series
Shishou Series (яп. 師匠シリーズ Cисё: Сири:дзу, букв.«Господин Учитель») —  веб-новелла автора Uni. Начала свою публикацию на 2channel в 2003 году, а в 2014 году была издана Futabasha в двух томах. Манга-адаптация романа, проиллюстрированная Сю Катаямой, начала публикацию 12 мая 2013 года в журнале Young King OURs издательства Shonen Gahosha. Также по мотивам серии в журнале Young King OURs GH с декабря 2014 года по февраль 2017 года публиковалась комедийная манга, проиллюстрированная Югой Такаути. Премьеры игрового фильма, аниме-сериала и дорамы были запланированы на 2016 год, однако они до сих пор находятся в работе.

## Сюжет
История вращается вокруг 19-летнего студента по имени Уни, родившегося в деревенской глубинке, который частенько становится свидетелем паранормальных явлений. В клубе университета он встречает некого 25-летнего Мастера (яп. 師匠 Cисё:), обладающего духовной чувствительностью и чрезвычайно увлеченного оккультной тематикой. Вместе они начинают изучать городские легенды и различные паранормальные явления.

## Персонажи
Я (яп. 僕 Боку) — рассказчик истории, Уни (яп. ウニ Уни).
Сэйю: Махиро Такасуги
Мастер (яп. 師匠 Cисё:) — 
Сэйю: Томокадзу Сэки
Тино Арику (яп. 茅野 歩く Арику Тино) —
Канако (яп. 加奈子 Канако) — 
Сэйю: Роми Паку
Кёскэ (яп. 京介 Кё:сукэ) —
Онкё (яп. 音響 Онкё:) — 
Сэйю: Макото (ja:まこと)

## Медиа-издания

### Ранобэ
Роман, написанный Uni и проиллюстрированный Ёсико Ватануки, начал свою публикацию на 2channel в 2003 году, и был издан Futabasha в 2014 году.

#### Список томов
| № | Заглавие                                 | Дата публикации     | ISBN                   |
| - | ---------------------------------------- | ------------------- | ---------------------- |
| 1 | Обучение «Сидзи» (яп. 師事)              | 21 января 2014 года | ISBN 978-4-575-23848-8 |
| 2 | Четыре лица «Ёццу но Као» (яп. 四つの顔) | 28 мая 2014 года    | ISBN 978-4-575-23861-7 |

### Манга
Манга-адаптация авторства Uni, проиллюстрированная Сю Катаямой, начала публикацию 12 мая 2013 года в журнале Young King OURs издательства Shonen Gahosha. По состоянию на сентябрь 2017 года было выпущено 6 томов.
В декабрьском номере ежемесячника Young King OURs GH от 2014 года начала свой выпуск комедийная манга, проиллюстрированная Югой Такаути, под названием «Shishou Series: Shishou to Boku to» (яп. 師匠シリーズ ～師匠と僕と～ букв.«Господин Учитель, Я и...»). Её публикация закончилась 16 февраля 2017 года, спин-офф был издан в формате одного танкобона 30 марта 2017 года.

#### Список томов
| № | Заглавие                                                                 | Дата публикации       | ISBN                   |
| - | ------------------------------------------------------------------------ | --------------------- | ---------------------- |
| 1 | Обучение «Сидзи» (яп. 師事)                                              | 30 мая 2014 года      | ISBN 978-4-7859-5300-3 |
| 2 | Чёрная рука «Курои Тэ» (яп. 黒い手)                                      | 28 февраля 2015 года  | ISBN 978-4-7859-5486-4 |
| 3 | Цветы «Хана» (яп. 花)                                                    | 30 сентября 2015 года | ISBN 978-4-7859-5633-2 |
| 4 | Кукла «Нингё:» (яп. 人形)                                                | 30 июля 2016 года     | ISBN 978-4-7859-5827-5 |
| 5 | Вечеринка в честь Дня смерти «Дэсу Дэй Па:ти» (яп. デス・デイ・パーティ) | 30 марта 2017 года    | ISBN 978-4-7859-5982-1 |
| 6 | Четыре лица «Ёццу но Као» (яп. 四つの顔)                                 | 30 сентября 2017 года | ISBN 978-4-7859-6090-2 |

| № | Заглавие                                                     | Дата публикации    | ISBN                   |
| - | ------------------------------------------------------------ | ------------------ | ---------------------- |
| 1 | Господин Учитель, я и... «Сисё: то Боку то» (яп. 師匠と僕と) | 30 марта 2017 года | ISBN 978-4-7859-5300-3 |

### Фильм, Аниме и Дорама
По серии было решено снять игровой фильм, аниме-сериал и дораму. Игровой фильм будет представлять собой гибрид живых съемок и анимации. Премьера адаптаций была запланирована на 2016 год, однако они до сих пор находятся в работе.
Режиссёром проекта стал Ацуси Симидзу, а сценаристом Тиаки Конака. Анимацией занимается студия Studio Pierrot, режиссёр анимации Киндзи Ёсимото, дизайн персонажей разрабатывал Наоюки Асано, продюсером анимации стал Синтаро Нодзаки. Композитором серии является Юдзо Хаяси.

## Пояснения
1. ↑  В названии «сисё» (яп. 師匠) означает великого учителя, наставника. Носители английского языка перевели это как «Master Teacher» (рус. Мастер Учитель), на русском же будет верно «Господин Учитель».